# Imgur
Az Imgur egy képmegosztó (image hosting) webhely, melyet Alan Schaaf hozott létre, és sok millió felhasználó veszi igénybe az egyszerű regisztráció után ingyenesen is elérhető szolgáltatást.
| #                  | Napi        | Heti          | Havi           |
| ------------------ | ----------- | ------------- | -------------- |
| Feltöltés          | 773 244     | 4 965 114     | 23 343 059     |
| Képek megtekintése | 978 466 914 | 6 469 541 225 | 36 221 749 871 |
| Átlagos képméret   | 208.18 KB   | 199.15 KB     | 204.99 KB      |
| Sávszélesség       | 119.63 TB   | 879.25 TB     | 4.39 PB        |